# 友知会
友知会（ゆうちかい）とは、北海道苫小牧市に存在する、地域活性化や経営者の自己啓発を目的とした非営利組織であり、正式名称は「一般社団法人北海道中小企業家同友会苫小牧支部友知会」である。現会長（2023年度）は中薮謙介。直前会長１名、会長1名、副会長2名、幹事長1名、副幹事長2名、各委員会委員長6名が幹事会メンバー、合計68名（2023年5月1現在）で構成されている。苫小牧市内で、「勉強会」や「交流会」など月1回程度の会合・事業を企画・運営している。対象は20-45歳の青年経営者とあるが、会社役員または幹部候補の参加が多い。2023年度には友知会設立20周年を迎える。